# سرود ملی پادشاهی افغانستان (۱۹۲۶–۱۹۴۳)
سرود ملی پادشاهی افغانستان (۱۹۲۶–۱۹۴۳ میلادی) یا «سرود امانی» نخستین سرود ملی پادشاهی افغانستان در سال ۱۹۲۶ میلادی بود. این سرود توسط خالد رجب بیگ، استاد ترک‌تبار مدرسه صنایع و موسیقی که در زمان سلطنت امان‌الله خان در کابل موسیقی تدریس می‌کرد، ساخته و تنظیم شد. این سرود در سفرهای دولتی امان‌الله به خارج از کشور نواخته می‌شد. اگرچه دشوار است که بگوییم آیا به معنای مدرن به سرود ملی تبدیل شده است یا خیر. این سرود عنوان یا متن خاص خود را ندارد. سرود ملی دوم در سال ۱۹۴۳ جایگزین این سرود شد.
با این حال، امروزه این آهنگ به عنوان سرود دولت در تبعید پادشاهی افغانستان، با اشعار سروده شده توسط مولوی شعر «علی بود» استفاده می‌شود.